# Roberto Carlos (coletânea de 1992)
Roberto Carlos é uma compilação do cantor e compositor Roberto Carlos, lançada em 1992 pela gravadora CBS.

## Faixas
Todas as faixas creditadas a Roberto Carlos e Erasmo Carlos, exceto onde estiver indicado.
1. "Emoções" – 4:13
  - Do álbum de 1981.
2. "Detalhes" – 5:04
  - Do álbum de 1971.
3. "Outra Vez" (Isolda) – 3:18
  - Do álbum de 1977.
4. "Os Seus Botões" – 4:02
  - Do álbum de 1976.
5. "Proposta" – 4:29
  - Do álbum de 1973.
6. "Ele Está Pra Chegar" – 4:31
  - Do álbum de 1981.
7. "O Portão" – 5:31
  - Do álbum de 1974.
8. "Falando Sério" (Carlos Colla, Maurício Duboc) – 3:53
  - Do álbum de 1977.
9. "Cavalgada" – 4:02
  - Do álbum de 1977.
10. "Café da Manhã" – 3:56
  - Do álbum de 1978.
11. "Desabafo" – 3:41
  - Do álbum de 1979.
12. "Eu e Ela" (Mauro Motta, Robson Jorge, Lincoln Olivetti) – 4:38
  - Do álbum de 1984.